# Gary Hamel
Gary Hamel (26 de noviembre de 1954) es un empresario estadounidense. Es el fundador de Strategos, una firma de consultoría de gestión internacional con sede en Chicago.

## Educación
Obtuvo un graduado de la Universidad de Andrews (1975) y en la Escuela de Negocios Ross, de la Universidad de Míchigan (1990).

## Carrera profesional
Gary Hamel es el autor (junto con CK Prahalad) del concepto de competencias básicas. También es el director del Instituto de Woodside, una fundación de investigación sin ánimo de lucro con sede en Woodside, California.
Es profesor visitante de Gestión Estratégica en la London Business School. Anteriormente fue profesor visitante de Negocios Internacionales en la Universidad de Míchigan y en Harvard Business School.
Su carrera profesional sufrió un borrón cuando publicó Leading the Revolution, en el que había escrito un perfil muy positivo de Enron, empresa que posteriormente entró en bancarrota y que supuso un escándalo económico.

## Reconocimientos
The Wall Street Journal clasificó en 2008 a Gary Hamel como uno de los expertos en negocios más influyentes del mundo. Además, la revista Fortune le ha llamado "el mayor experto del mundo en estrategia de negocios". En 2013, su nombre ya no estaba presente en una versión actualizada de la lista del Wall Street Journal.

## Vida personal
Hamel y su familia viven en Woodside, California.